# Казахская фамилия
Казахская фамилия (каз. Қазақ тегі) — первая часть современного казахского имени.
Традиционно у казахов было только имя, и по прошествии некоторого времени к нему добавлялось какое-нибудь слово, характеризовавшее его. Например, Богенбай был батыром, значит он звался Богенбай-батыр, Бухар был великим жырау, значит Бухар жырау, или Балуан Шолак, от того что он был шолак (каз. шолақ) — без пальцев на правой руке, то есть их социальный статус давал им полное имя.

## Порядок следования фамилии и имени
Несмотря на то, что нет законодательного предписания так делать, фактически фамилия в документах всегда идет первой, как в Восточной Азии. Этот порядок наблюдается в официальных документах, паспортах, удостоверениях личности, также и простом обращении или упоминании кого-то.

## Родовое имя (ру/ел)
Родовые имена были отменены в советское время для борьбы с трайбализмом, и вместо них были введены фамилии. В настоящее время родовые имена имеют неофициальное хождение и, как правило, сообщаются только близким людям.
Родовое имя состоит из ру (род) и из ел (народ). Исключение составляют потомки Чингизхана — чингизиды, именующиеся торе (властитель/торе-төр ие: буквально тот кто хозяин төра (төр — почётное место)), именующиеся ходжа или кожа (қожайын — хозяин, также и в русский язык оно перешло из тюркского).
Полное именование в Средние века звучало как Қара Қыпшақ Қобыланды Батыр. (Подрод Род Имя Титул)
Родовое имя как творческую фамилию используют многие люди искусств в Казахстане.

### Ел — народ
Ел (народ, читается: ель) — название реально существовавшего народа, который когда-то вошёл в состав Казахского Ханства, например кыпчаки, уйсуни, найманы . При этом не следует путать слово Ел/ру (народ) со словами халық (население, народ, жители страны), ұлт (нация) и кара халык (каз. қара халық)(простой народ, простой люд). Один и тот же ел/ру может входить в состав нескольких тюркских народов, а некоторые ел/ру входят в состав также и монголов, данное обстоятельство объясняется единым происхождением тюркских и монгольских народов от одних и тех же племен.

### Ру — род
Ру (род или клан) — название рода входящего в ел. При кратком именовании родового имени ру опускается и называется только ел. При полном именовании ру называется первым, например Қара Қыпшақ, Сары Үйсін или Шекті Әлімұлы.

## Царское время
В связи с тем, что родовые имена официально не считались фамилиями, то ещё в царские времена при зачислении казахов в учебные заведения им давались фамилии, как правило, производные от имени отца, деда или прадеда. Так, Чокан Валиханов, являющийся прямым потомком Чингизхана, получил фамилию не Торе и не Чингиз, а Валихан, по имени деда Вали-хана (каз. Уәли-хан). А отчество по имени отца Чингиза.

## Советское время
После установления советской власти началось массовое присвоение фамилии русского образца с окончанием -ов, -ев, -ин к имени отца или деда к именам нерусских народов в Сибири, Центральной Азии, Азербайджане, Предкавказье.

## Нынешнее время

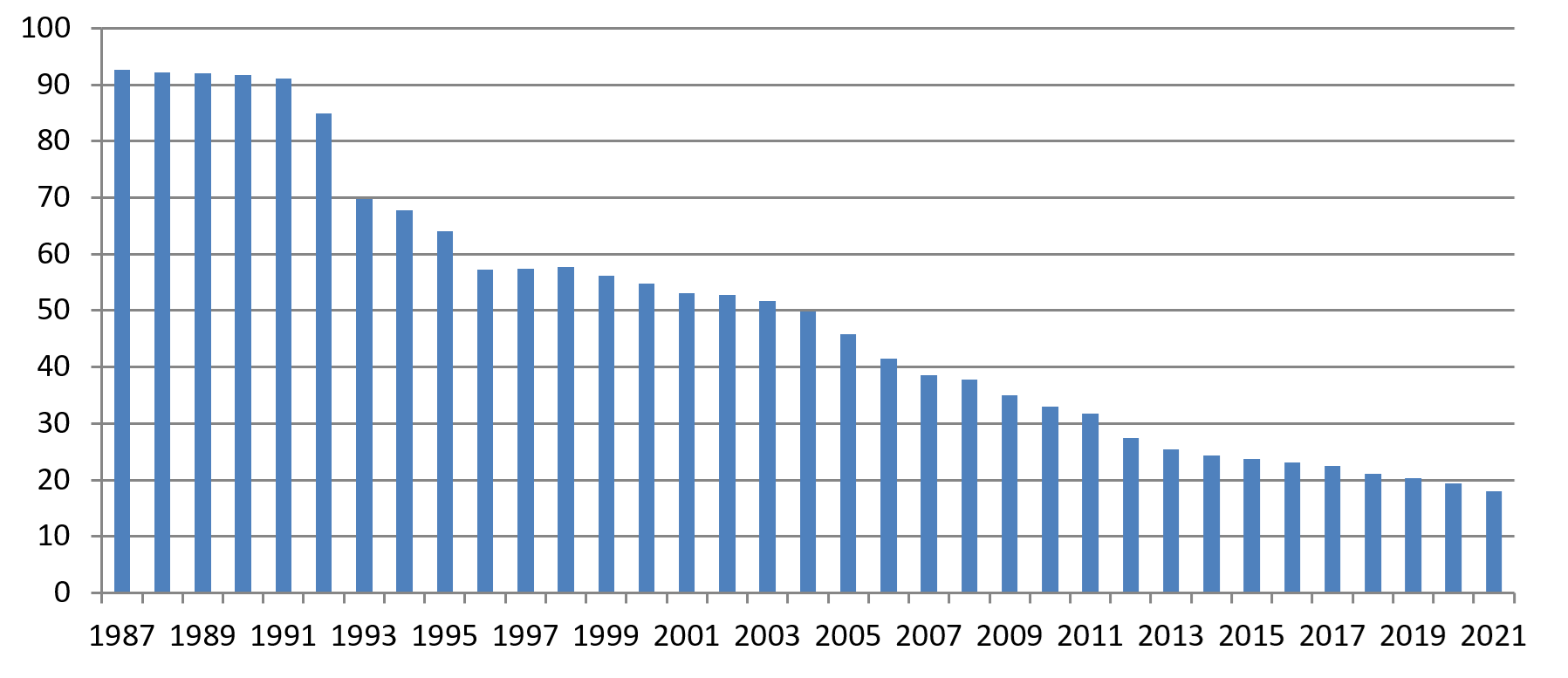
Процентная доля фамилий с окончаниями -ов, -ев, -ин (-ова, -ева, -ина) среди казахов в период родившихся с 1987 по 2021 годы

Ныне существуют два варианта присвоения фамилии ребёнку. Первый — ребёнок наследует фамилию от отца. Второй — фамилия ребёнка образуется от имени деда по отцовской линии. Например, сын Бақыта Жаңабаевича (Жаңабай) Калиева, названный Доскен, может получить полное имя Доскен Бақытұлы Қали(ев) или Доскен Бақытұлы Жаңабай в зависимости от выбора родителей.  Также иногда в документах в графе «фамилия» пишут отчество в качестве фамилии, а графа «отчество» остаётся пустой.
Кроме того, сейчас наблюдается тенденция замены окончании -ов/-ев/-ин на «теги» (каз. тегі), это в современной казахской терминологии означает фамилию и поэтому Минюст запретил эту практику в 2011 году. Также были безуспешные попытки заменить -ов, -ев на слово «урпагы» (буквально «потомок»).
По существующим правилам пожелавшему убрать из своей фамилии окончание русского типа (-ов/-ев/-ин) у мигрантов и казахов проживающих в Казахстане, предлагают два варианта изменения фамилии. Первый вариант — оставить корень фамилии, но убрать -ов/-ев/-ин, а второй — присоединить слова «кызы»(дочь), «улы»(сын) к фамилии. Также запрещено брать в качество фамилии сокращенный вариант имени деда или отца.
Редкой формой фамилии является с арабским окончанием -и: Аким Тарази (Аким из Тараза).

### Критика
С 1992 года казахстанцы стали отказываться от окончаний в своих фамилиях. Некоторые таким образом отдают дань уважения старшему поколению, кто-то считает, что избавившись от окончаний «-ов», «-ев», «-ин», вернется к истокам. Однако, как показывает практика, отказ от русских окончаний часто приводит к путанице.
У значительной части казахов фамилия это просто имя дедушки, и порой трудно отличить их, даже несмотря на то, что фамилия пишется первой. Например, девушка с именем Бекзат и фамилией Ахметбаева выходит замуж за парня с именем Алихан и с фамилией Бекзат. Если Бекзат Ахметбаева захочет взять фамилию мужа, то она станет Бекзат Бекзат.
После 1991 года начались изменения в казахских фамилиях: три поколения внутри одной семьи могут иметь разные фамилии. Если во многих христианских странах фамилия наследуется и в одной семье одна фамилия, то часть казахов начала давать детям в качестве фамилии имя его дедушки, такая практика существовала с далёких времён, таким образом в каждом поколении появляется новая фамилия.

## Статистика
В 2013 году — 57 % новорожденных дали фамилии без русских аффиксов. В последующие годы этот показатель увеличился до 78 %.

## В Китае и Монголии
Есть и иные варианты. Например, кандасы из Китая могут не иметь ни фамилии, ни отчества. Это вызывает трудности при получении гражданства Казахстана.

## Частота
Больше 10 000 раз в Казахстане встречается 69 казахских фамилий. Так в ТОП-3 казахских фамилий попали Ахметов (56 тыс.), Серік (39 тыс.), Омаров (36 тыс.). Среди казахов фамилии с окончаниями ов, ев, ин (ова, ева, ина) составляет 64 %. Однако анализируя фамилии по годам рождения, можно заметить стабильное снижение в общей доле фамилий, которые имеют данные окончания.

### 250 самых популярных фамилий казахов Казахстанапо переписи населения 2021 года
1. Ахметов - 56 813
2. Серік - 39 755
3. Омаров - 36 907
4. Оспанов - 35 124
5. Сулейменов - 28 261
6. Искаков - 26 107
7. Амангелді - 24 797
8. Марат - 24 489
9. Калиев - 24 115
10. Ибраев - 22 540
11. Абдрахманов - 22 373
12. Болат - 21 998
13. Мұрат - 20 855
14. Смагулов - 20 586
15. Садыков - 18 315
16. Нургалиев - 18 172
17. Серікбай - 16 774
18. Кусаинов - 16 407
19. Тулегенов - 15 840
20. Қайрат - 15 622
21. Нұрлан - 15 524
22. Алиев - 15 030
23. Аубакиров - 14 979
24. Жумабаев - 14 978
25. Султанов - 14 873
26. Асқар - 14 725
27. Жунусов - 14 616
28. Абишев - 14 549
29. Жақсылық - 14 428
30. Асанов - 14 161
31. Серикбаев - 13 666
32. Сарсенбаев - 13 555
33. Сыздыков - 13 407
34. Исаев - 13 290
35. Касенов - 13 251
36. Талғат - 12 725
37. Төлеген - 12 452
38. Ибрагимов - 12 070
39. Муканов - 11 942
40. Утегенов - 11 934
41. Касымов - 11 779
42. Мусин - 11 737
43. Рамазанов - 11 701
44. Каримов - 11 670
45. Орынбасар - 11 603
46. Муратов - 11 580
47. Амантай - 11 570
48. Базарбаев - 11 563
49. Мукашев - 11 545
50. Аскаров - 11 323
51. Жакупов - 11 269
52. Рахимов - 11 191
53. Жусупов - 11 143
54. Абдуллаев - 11 078
55. Ержанов - 11 066
56. Сериков - 11 005
57. Жумабеков - 10 860
58. Рахметов - 10 754
59. Аманжолов - 10 751
60. Шарипов - 10 649
61. Ильясов - 10 574
62. Асан - 10 507
63. Хасенов - 10 499
64. Қанат - 10 421
65. Оразбаев - 10 391
66. Жұмабек - 10 379
67. Кенжебаев - 10 360
68. Мусаев - 10 263
69. Қуаныш - 10 256
70. Кудайбергенов - 10 182
71. Базарбай - 10 132
72. Нуржанов - 10 018
73. Сапаров - 10 008
74. Жұмабай - 9 923
75. Кожахметов - 9 624
76. Ахмет - 9 581
77. Сарсенов - 9 559
78. Аманжол - 9 506
79. Бақыт - 9 494
80. Ержан - 9 332
81. Айтжанов - 9 310
82. Исмаилов - 9 279
83. Құдайберген - 9 145
84. Ахметжанов - 9 131
85. Айтбаев - 9 060
86. Бауыржан - 8 901
87. Мустафин - 8 673
88. Юсупов - 8 644
89. Жумагалиев - 8 577
90. Усенов - 8 342
91. Берік - 8 321
92. Аманов - 8 304
93. Амиров - 8 245
94. Еркін - 8 158
95. Болатов - 8 149
96. Маратов - 8 122
97. Ермек - 8 086
98. Абенов - 8 078
99. Аманбаев - 8 031
100. Абай - 8 022
101. Жумагулов - 7 957
102. Алтынбек - 7 802
103. Исмагулов - 7 761
104. Бақытжан - 7 739
105. Бейсенов - 7 733
106. Асылбек - 7 726
107. Садвакасов - 7 708
108. Маханов - 7 683
109. Мұхтар - 7 625
110. Балтабаев - 7 542
111. Умаров - 7 399
112. Боранбаев - 7 349
113. Қуандық - 7 221
114. Нұрланұлы - 7 215
115. Балтабай - 7 178
116. Тажибаев - 7 168
117. Рахимжанов - 7 144
118. Абилов - 7 133
119. Ергалиев - 7 097
120. Өмірзақ - 7 051
121. Исабеков - 6 970
122. Смаилов - 6 943
123. Мухамеджанов - 6 917
124. Бейсембаев - 6 886
125. Даулетов - 6 863
126. Сариев - 6 858
127. Оразбай - 6 828
128. Алпысбаев - 6 825
129. Хамитов - 6 823
130. Нұрғали - 6 798
131. Махамбетов - 6 773
132. Серікұлы - 6 739
133. Курмангалиев - 6 736
134. Алибеков - 6 703
135. Болатбек - 6 698
136. Орынбаев - 6 692
137. Бекенов - 6 665
138. Алтынбеков - 6 619
139. Муханов - 6 608
140. Омар - 6 588
141. Алимбаев - 6 527
142. Алдабергенов - 6 523
143. Байжанов - 6 513
144. Хамзин - 6 478
145. Асылбеков - 6 431
146. Мамбетов - 6 421
147. Абуов - 6 393
148. Нұржан - 6 382
149. Альжанов - 6 343
150. Сыдыков - 6 292
151. Ерболат - 6 277
152. Иманбаев - 6 248
153. Назаров - 6 239
154. Жаксылыков - 6 195
155. Дуйсенов - 6 195
156. Амантаев - 6 183
157. Қайратұлы - 6 181
158. Бижанов - 6 168
159. Ерғали - 6 141
160. Идрисов - 6 103
161. Ерлан - 6 060
162. Оразов - 6 057
163. Абдулла - 6 055
164. Бисенов - 6 028
165. Ерланұлы - 6 012
166. Ермеков - 5 990
167. Жолдасов - 5 981
168. Сұлтан - 5 976
169. Нурпеисов - 5 968
170. Кадыров - 5 965
171. Жанабаев - 5 934
172. Адилов - 5 930
173. Есенов - 5 900
174. Курманов - 5 898
175. Бауыржанұлы - 5 881
176. Мұратбек - 5 866
177. Орынбасаров - 5 837
178. Молдабеков - 5 835
179. Жуманов - 5 827
180. Мусабеков - 5 784
181. Сайлау - 5 779
182. Оспан - 5 764
183. Рамазан - 5 758
184. Сарсембаев - 5 757
185. Наурызбаев - 5 738
186. Уразбаев - 5 727
187. Карибаев - 5 707
188. Калдыбаев - 5 704
189. Ибраимов - 5 657
190. Алпысбай - 5 638
191. Айтбай - 5 602
192. Кенжебеков - 5 583
193. Бейсенбаев - 5 576
194. Избасаров - 5 568
195. Жұмағали - 5 545
196. Сағындық - 5 528
197. Алтаев - 5 497
198. Сатыбалды - 5 482
199. Талғатұлы - 5 476
200. Куандыков - 5 473
201. Карабаев - 5 424
202. Нурманов - 5 406
203. Оразбек - 5 406
204. Бекболат - 5 396
205. Дуйсенбаев - 5 392
206. Курманбаев - 5 391
207. Кеңес - 5 373
208. Нурмагамбетов - 5 369
209. Сатыбалдиев - 5 346
210. Сапар - 5 324
211. Имангалиев - 5 276
212. Қалдыбай - 5 273
213. Молдабаев - 5 272
214. Сансызбай - 5 263
215. Темірхан - 5 254
216. Аманбай - 5 252
217. Дюсембаев - 5 248
218. Орынбай - 5 229
219. Ермекбаев - 5 220
220. Исабаев - 5 217
221. Хасанов - 5 212
222. Әділбек - 5 207
223. Аман - 5 201
224. Бекжанов - 5 184
225. Тулебаев - 5 177
226. Умбетов - 5 167
227. Әділхан - 5 163
228. Жумашев - 5 132
229. Тлеубаев - 5 122
230. Нурбаев - 5 119
231. Қалдыбек - 5 108
232. Ержанұлы - 5 097
233. Ашимов - 5 084
234. Маратұлы - 5 072
235. Кенжебек - 5 060
236. Жумадилов - 5 052
237. Сабитов - 5 013
238. Жеңіс - 5 008
239. Русланұлы - 5 001
240. Жолдыбаев - 4 999
241. Сарсенбай - 4 987
242. Әлібек - 4 981
243. Қанатұлы - 4 962
244. Оразбеков - 4 927
245. Жанат - 4 905
246. Бахыт - 4 880
247. Үсен - 4 865
248. Касымбеков - 4 841
249. Тұрсынбай - 4 836
250. Мухтаров - 4 835